# 플로샤디 가가리나 미하일롭스코고역
플로샤디 가가리나 미하일롭스코고 역(러시아어: Площадь Гарина-Михайловского)은 러시아 노보시비르스크주 노보시비르스크에 있는 노보시비르스크 지하철 제르진스카야 선의 시종착역이다. 1987년 12월 31일에 개통되었다. 이 역 인근에는 시베리아 횡단철도와 튀르케스탄-시베리아 철도가 운행되는 노보시비르스크 철도역이 위치한다.